# Сен-Брес (Жер)
Сен-Брес (фр. Saint-Brès) — коммуна во Франции, находится в регионе Юг — Пиренеи. Департамент — Жер. Входит в состав кантона Мовзен. Округ коммуны — Кондом.
Код INSEE коммуны — 32366.

## География
Коммуна расположена приблизительно в 580 км к югу от Парижа, в 60 км западнее Тулузы, в 21 км к северо-востоку от Оша.
На западе коммуны протекает река Ору.

## Климат
Климат умеренно-океанический. Лето жаркое и немного дождливое, температура часто превышает 35 °С. Зимой часто бывает отрицательная температура и ночные заморозки. Годовое количество осадков — 700—900 мм.

## Население
Население коммуны на 2010 год составляло 85 человек.
| 1962 | 1968 | 1975 | 1982 | 1990 | 1999 | 2010 |
| ---- | ---- | ---- | ---- | ---- | ---- | ---- |
| 132  | 122  | 99   | 79   | 80   | 88   | 85   |

## Администрация
| Период | Период | Фамилия       | Партия | Примечания |
| ------ | ------ | ------------- | ------ | ---------- |
| 2001   | 2020   | Жан-Люк Сийер |        |            |

## Экономика
В 2010 году среди 56 человек трудоспособного возраста (15-64 лет) 42 были экономически активными, 14 — неактивными (показатель активности — 75,0 %, в 1999 году было 73,3 %). Из 42 активных жителей работали 42 человека (19 мужчин и 23 женщины), безработных не было. Среди 14 неактивных 5 человек были учениками или студентами, 6 — пенсионерами, 3 были неактивными по другим причинам.